# كريس كاتلر
كريس كاتلر (بالإنجليزية: Chris Cutler)‏ هو فنان إيقاعي وكاتب أغاني وطبال وملحن وموسيقي وشخصية أعمال بريطاني، ولد في 4 يناير 1947 في واشنطن العاصمة في الولايات المتحدة.

## وصلات خارجية
- الموقع الرسمي
- كريس كاتلر على موقع IMDb (الإنجليزية)
- كريس كاتلر على موقع ميوزك برينز (الإنجليزية)
- كريس كاتلر على موقع إن إن دي بي (الإنجليزية)
- كريس كاتلر على موقع أول ميوزيك (الإنجليزية)
- كريس كاتلر على موقع ديسكوغز (الإنجليزية)